# Клімат Південно-Африканської Республіки

Мапа Південної Африки за класифікацією кліматів Кеппена

Клімат Південної Африки визначається її положенням між 22° і 35° південної широти, в субтропічній зоні Південної півкулі, а також розташуванням між двома океанами ― Атлантичним та Індійським.
Клімат в ПАР менш різноманітний, ніж у більшості інших країн Субсахарської Африки, а середні температури нижчі, ніж в інших країнах цього діапазону широт, наприклад, в Австралії, оскільки більша частина внутрішніх районів (центральне плато або Хайвельд, що включає Йоганнесбург) Південної Африки знаходиться вище над рівнем моря.
Зимові температури можуть досягати точки замерзання на великій висоті, але найбільш м'якими вони є в прибережних регіонах, особливо в провінції Квазулу-Наталь і, певною мірою, в Східнокапській провінції. Холодні й теплі прибережні течії, що дмуть з північного заходу і північного сходу відповідно, пояснюють різницю в кліматі між західним і східним узбережжям. На погоду також впливає південне коливання Ель-Ніньйо.
У Південній Африці багато сонця, а кількість опадів становить близько половини від середньосвітового показника, збільшуючись із заходу на схід, коли на північному заході розташовані напівпустельні регіони. У той час у Західнокапській провінції панує середземноморський клімат з зимовими опадами, на більшій частині країни випадають літні дощі.

## Температура
Погода в Південній Африці типова для Південної півкулі, з найхолоднішими днями в червні – серпні. На центральному плато, яке включає провінції Фрі-Стейт і Гаутенг, висота над рівнем моря утримує середню температуру нижче 20 °C; Йоганнесбург, наприклад, лежить на висоті 1 753 метри. В регіонах, що розташовані високо температура взимку може опускатися нижче нуля, натомість найтепліше в прибережних регіонах, особливо на східному узбережжі Індійського океану.
На погоду теплої пори року впливає південне коливання Ель-Ніньйо (ENSO). Під час фази Ель-Ніньйо в Південній Африці стоїть спекотна і суха погода, тоді як Ла-Нінья приносить прохолодніші й вологіші умови.
| Місто          | - Літо - (Січень) | - Літо - (Січень) | - Зима - (Липень) | - Зима - (Липень) |
| Місто          | Макс              | Мін               | Макс              | Мін               |
| -------------- | ----------------- | ----------------- | ----------------- | ----------------- |
| Блумфонтейн    | 29                | 15                | 15                | -2                |
| Кейптаун       | 26                | 16                | 16                | 7                 |
| Дурбан         | 28                | 21                | 23                | 11                |
| Іст-Лондон     | 26                | 18                | 19                | 10                |
| Джордж         | 25                | 15                | 15                | 7                 |
| Йоганнесбург   | 26                | 15                | 17                | 4                 |
| Кімберлі       | 33                | 18                | 19                | 3                 |
| Мтата          | 27                | 16                | 21                | 4                 |
| Мессіна        | 34                | 21                | 25                | 7                 |
| Мбомбела       | 29                | 19                | 23                | 6                 |
| Пітермаріцбург | 28                | 18                | 23                | 3                 |
| Полокване      | 28                | 17                | 20                | 4                 |
| Гебеха         | 25                | 18                | 20                | 9                 |
| Преторія       | 29                | 18                | 18                | 5                 |
| Ричардс-Бей    | 29                | 21                | 23                | 12                |
| Скукуза        | 33                | 21                | 26                | 6                 |
| Тхохояндоу     | 31                | 20                | 24                | 10                |
| Апінгтон       | 36                | 20                | 21                | 4                 |

## Опади
Південна Африка є сонячною країною, в переважній більшості регіонів якої на добу припадає 8–10 сонячних годин. Середньорічна кількість опадів у Південній Африці становить близько 464 мм (порівняно з середньосвітовим показником у 786 мм), але часто трапляються значні та непередбачувані відхилення від норми. Загалом, кількість опадів найбільша на сході й поступово зменшується в західному напрямку, з деякими напівпустельними районами вздовж західного узбережжя. На більшій частині території країни дощі випадають переважно в літні місяці та з короткими післяобідніми грозами. Виняток становить Західнокапська провінція та її столиця Кейптаун, де клімат середземноморський і дощів більше взимку. У зимові місяці на височинах Капської провінції та Драконових гір накопичується сніг.

## Океани
На узбережжі Південної Африки розташовані головні туристичні та торгові центри країни. Це робить океани важливими для Південної Африки та її громадян. Індійський та Атлантичний океани зустрічаються на південно-західному краю Південної Африки. Тепла течія Агульяс протікає на південь уздовж східного узбережжя, а холодна Бенгельська течія тече на північ уздовж західного узбережжя. Як результат, річні температури в Дурбані (на сході) і Порт-Ноллоті (на заході) відрізняються щонайменше на 6 °C, попри те, що вони розташовані на приблизно однаковій широті. Деякі інші райони у внутрішній частині країни не отримують достатньої кількості опадів і, таким чином, схильні до посух.

## Кліматичні зони

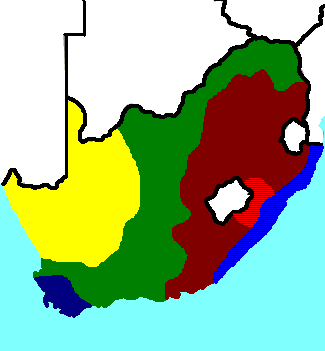
Аридний (пустельний)
Семіаридний (велд), літні дощі
Субтропічний, зимові дощі, посушливе літо
Субтропічний, зимові та літні дощі
Помірний, літні дощі
Помірний, (холодний)

Кліматичні зони часто називають за характером сезонних опадів. Регіон зимових опадів обмежений відносно невеликою територією на південному заході країни ― Західнокапська провінція, де з травня по серпень випадають м'які дощі, але літо сухе. Регіон літніх опадів є найбільшим і охоплює більшу частину країни на північ від прибережних районів, включаючи північно-західну пустелю. Дощі випадають з жовтня по лютий і часто бувають сильними, причому кількість опадів збільшується із заходу на схід. В Східнокапській провінції дощі випадають і влітку, і взимку. Пустельні регіони знаходяться на північному заході, а найсухіші райони ― на північно-західному узбережжі. Рослинність має тенденцію змінюватися залежно від кліматичної зони, що також відповідає положенню сільськогосподарських зон.
Хайвельд ― східна частина плато Південної Африки, типовим прикладом якої є Йоганнесбург, розташований на висоті 1 753 метри. Колишній центральний діловий район міста знаходиться на південній стороні великого кряжу Вітватерсранд, а місцевість знижується у напрямку півночі й півдня. Загалом Вітватерсранд позначає вододіл між річками Лімпопо та Вааль. На півночі та заході міста є хвилясті пагорби, в той час, як східна частина більш рівнинна.
У Йоганнесбурзі сухий сонячний клімат, за винятком рідкісних злив у другій половині дня в літні місяці з жовтня по квітень. Температура в місті зазвичай досить м'яка через велику висоту над рівнем моря: середня максимальна денна температура в січні становить 26 °C, знижуючись до середнього максимуму близько 16 °C в червні. Зима ― найсонячніша пора року, з прохолодними днями й холодними ночами. Вночі температура іноді опускається нижче нуля, що призводить до заморозків. Сніг ― рідкісне явище, снігопади спостерігалися у травні 1956 року, серпні 1962 року, червні 1964 року, вересні 1981 року, серпні 2006 року (невеликий), 27 червня 2007 року, коли у південних передмістях випало до 10 сантиметрів, і востаннє ― 7 серпня 2012 року. Взимку місто регулярно проходять холодні фронти, що приносять холодні південні вітри, але зазвичай безхмарне небо. Середньорічна кількість опадів становить 713 міліметрів, які в основному випадають у літні місяці. Протягом зимових місяців трапляються рідкісні зливи.
У Західнокапській провінції панує середземноморський клімат з теплою або спекотною, сухою, сонячною погодою влітку і м'якою, дощовою взимку.

## Зміна клімату
Зміна клімату в ПАР призводить до підвищення температури та мінливості опадів. Факти свідчать, що екстремальні погодні явища стають все більш помітними через зміну клімату. Це викликає серйозне занепокоєння у південноафриканців, оскільки зміна клімату вплине на загальний стан і добробут країни, наприклад, щодо водних ресурсів. Як і в багатьох інших частинах світу, дослідження клімату показали, що справжній виклик у Південній Африці більше пов'язаний з екологічними проблемами, ніж з проблемами розвитку. Найсерйозніше це позначиться на водопостачанні, яке має величезний вплив на сільське господарство. Швидкі зміни в навколишньому середовищі призводять до очевидних наслідків на рівні громади та довкілля в різних аспектах, починаючи з якості повітря, температури, погодних умов і закінчуючи продовольчою безпекою та тягарем хвороб.
Очікується, що різні наслідки зміни клімату для сільських громад включатимуть: посуху, виснаження водних ресурсів та біорізноманіття, ерозію ґрунтів, зменшення натурального господарства та припинення культурних заходів.